# Francis Aupiais
Francis Aupiais, né le 11 août 1877 à Saint-Père-en-Retz et mort le 14 décembre 1945 à Paris 14e, est un prêtre missionnaire, homme politique et écrivain français.

## Biographie
Francis Aupiais veut devenir missionnaire : il entre au Séminaire de philosophie des Pères Blancs de Binson à Châtillon-sur-Marne et y séjourne de 1897 à 1900. En 1901 on le trouve au Grand séminaire de la Société des Missions Africaines (SMA) de Lyon. Ordonné prêtre en 1902, il est affecté l’année suivante au Dahomey, actuel Bénin. Après six mois passés à Abomey, il est envoyé à la Mission de Porto-Novo où il va assurer des cours à l'école primaire de la Mission. Son travail pastoral lui fournit l'occasion de visiter les villages environnants et lui permet de découvrir la culture des Dahoméens : il l'aborde avec empathie, cherche à en comprendre la logique interne et rejette le préjugé qui consiste à n'y voir que de la sorcellerie ou une œuvre démoniaque. Progressivement, Francis Aupiais s’impose comme un spécialiste reconnu des religions et des coutumes traditionnelles dahoméennes.
Mobilisé durant la guerre, il sert comme infirmier à l’hôpital de Dakar (1915-1918), il offre ses services comme professeur de grec dans un embryon de collège destiné aux enfants des Européens qui ne peuvent pas, à cause de la guerre, se rendre en France pour y effectuer leurs études secondaires. C'est dans ce cadre qu'il rencontre, durant son séjour sénégalais, Maurice Delafosse et Georges Hardy, qui sont les initiateurs de ce collège. 

### Le supérieur de la mission de Porto-Novo (1918-1926)

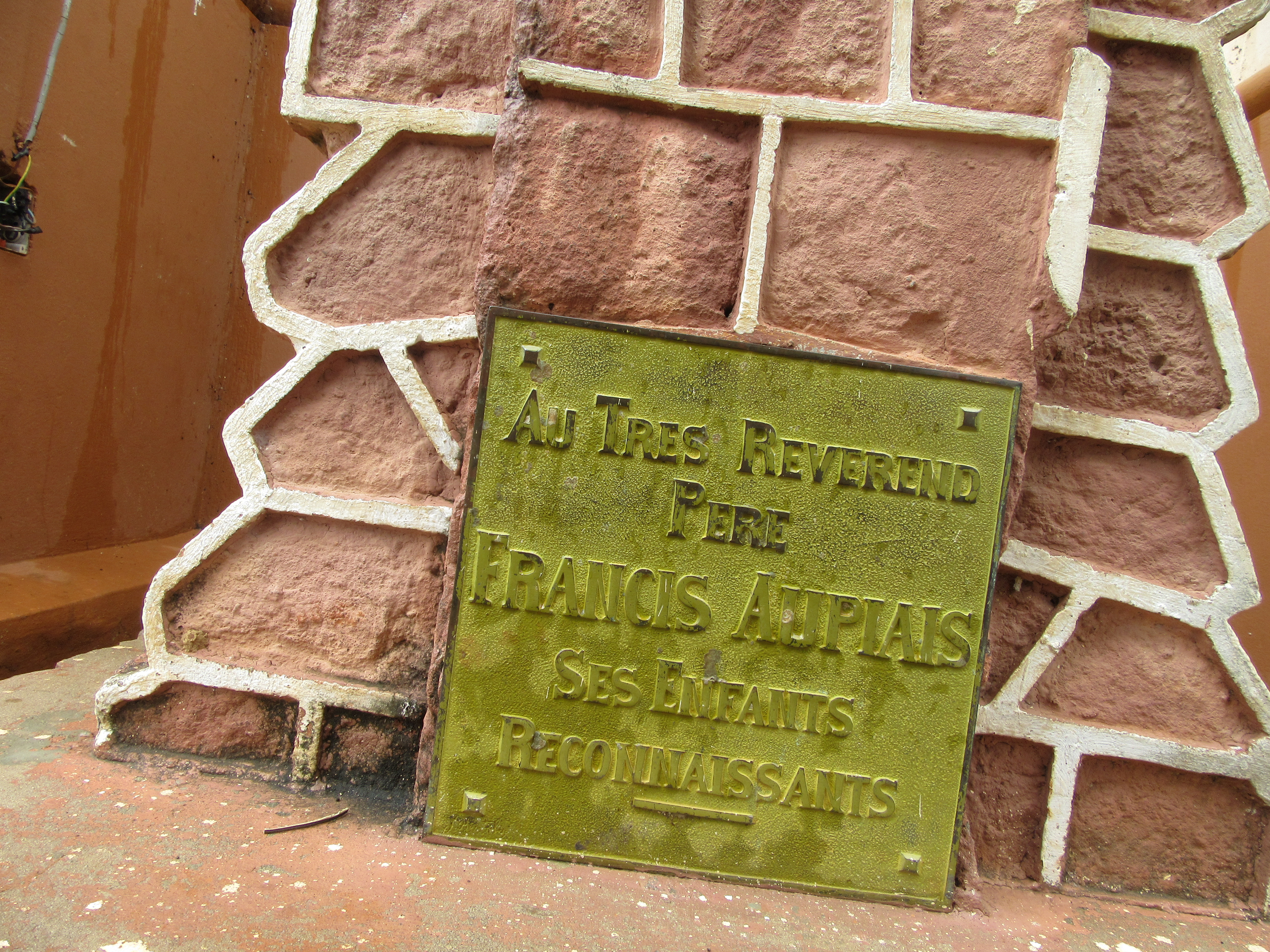
Au Père Francis Aupiais.

De retour au Dahomey, il est nommé supérieur de la Mission de Porto-Novo et directeur de l’école.
Son sens pastoral l'amène à mettre en valeur une célébration qui existe à l'occasion de la fête de l'Epiphanie, cette fête où les mages viennent honorer l'enfant Jésus dans sa crèche : les « Brésiliens » (anciens esclaves revenus du Brésil au XIXe siècle) l'avaient ramenée de Bahia et introduite à Porto-Novo. Avec l'aide de Zounon, conteur réputé et « roi de la nuit », le P. Aupiais compose des tableaux vivants avec dialogues et chants. La fête connaît alors un regain de succès populaire. 
En 1920, Jeanne d'Arc est canonisée. Son culte est vivant et très populaire, car on pense que sa protection a contribué à la victoire de 1918 qui a mis fin à la Grande Guerre. Plusieurs missions au Dahomey organisent alors des processions, autour d'une Jeanne d'Arc montée sur un cheval, ou sur une auto. En 1925, le P. Aupiais lance une telle procession à Porto-Novo, qui attire une immense foule. Cette procession va se renouveler chaque année, au mois de mai.
En vue de constituer une Exposition missionnaire au Vatican en 1925, le pape Pie XI demande, dans les années 1923-1924, à tous les Chefs de mission de lui faire parvenir des objets témoignant de la culture des gens au milieu desquels ils vivent. François Steinmetz, vicaire apostolique du Dahomey, qui connaît le goût du P. Aupiais pour tout ce qui concerne la civilisation dahoméenne, charge ce missionnaire de rassembler cette collection d'objets à envoyer au Vatican.
Parallèlement, le P. Aupiais rassemble autour de lui des lettrés dahoméens, afin de « dissiper l’équivoque par laquelle on fait une supériorité absolue de la différence qui existe entre l’état dit « civilisé » et l’état dit « primitif » au service du premier ». Ce principe est énoncé par Francis Aupiais dès le premier numéro d’une revue, qui n’est pratiquement rédigée que par des Dahoméens (instituteurs et grands séminaristes), La Reconnaissance africaine  (1925).
Le P. Aupiais lance la construction d'une grande église à Porto-Novo. Il décide d'utiliser son prochain congé en France pour quêter, afin de mener à bien cette construction.

### Un conférencier contesté (1927-1931)
En octobre 1926, il arrive en France, apportant 29 caisses d'objets dahoméens (masques, statuettes, vanneries, etc.). En 1927, il accompagne son exposition itinérante d’art décoratif dahoméen et, à cette occasion, il prononce de nombreuses conférences. Il se rend ainsi à Nantes, Marseille, Lyon, Roubaix, Orléans, Toulouse, Nancy, Bruxelles, etc.
Les questions que lui posent ses auditeurs lui montrent l'ignorance et les préjugés du public européen concernant les cultures d'Afrique. Il décide de « réhabiliter la race noire ». Il le fera aussi par une série de conférences qui seront diffusées par Radio Tour Eiffel. Ses idées sont généreuses et très appréciées par ses auditeurs : il est très sollicité et multiplie ses interventions.
En 1927, le Supérieur général des Missions africaines, le P. Chabert, décide de créer une Province de Lyon, et nomme, en 1928, comme premier provincial, Francis Aupiais. Mais celui-ci est souvent par monts et par vaux, occupé à participer à des colloques, à donner des conférences  ou quelques cours à l’Institut catholique de Paris. Ses nombreux déplacements empêchent ses subordonnés de le rencontrer à son bureau. De même, les Chefs de mission n'obtiennent pas de réponse à leurs lettres. Tous s'en plaignent amèrement au Supérieur général, qui fait des remontrances (orales et écrites) au P. Aupiais. 
Le P. Aupiais collabore aussi à la campagne du Bureau international du travail (BIT) contre le travail forcé (1929).
Dans ses conférences, il ne cache pas son admiration pour de nombreux aspects des cultures africaines, allant jusqu'à trouver des « raisons » qui expliquent la polygamie ou les sacrifices humains. Ces « idées excessives » choquent bon nombre d'auditeurs, qui s'en plaignent au Supérieur général. Pour mettre fin à ce scandale, ce dernier demande aux autorités de Rome (de Propaganda Fide) de démettre le Provincial de sa charge. Après avoir exposé oralement ses griefs, au cours d'une visite qu'il fait à Rome en mars 1929, il[Qui ?] les met par écrit. Il accuse le P. Aupiais au motif que « sur les théories téméraires et audacieuses de ses écrits en faveur de la réhabilitation des Noirs, il avait greffé une apologie directe et scandaleuse du fétichisme. [...] Ses théories ont provoqué une grande émotion [...] parmi les missionnaires en général et un étonnement singulier chez certains laïcs ».
Le Supérieur général adresse aussi par écrit ses griefs au P. Aupiais. Il lui reproche : « Continuellement absent de Lyon où vous ne faites que de rares et courtes apparitions, le gouvernement de votre Province ne fonctionne pas. La Maison-Mère a sans cesse été dans l'obligation de suppléer à votre carence et d'intervenir à chaque instant directement. »
Proche de Paul Rivet, de Lucien Lévy-Bruhl et de Marcel Mauss, le P. Aupiais fréquente assidûment l’Institut d'ethnologie et, par leur intermédiaire, rencontre Albert Kahn. Ce riche philanthrope avait mis, dès 1910, sa fortune au service d’un immense projet de sauvegarde de la mémoire de la vie quotidienne de l’humanité par la photographie et le cinéma : Les Archives de la Planète. Le P. Aupiais lui montre l'intérêt qu'il y aurait à filmer les cultes africains : il affirme que les amis qu'il s'est faits à Porto-Novo lui permettront d'être introduit dans ces milieux traditionnels. Sa fonction de Provincial lui demande d'aller visiter ses confrères sur leur lieu de travail. De décembre 1929 à mai 1930, accompagné par un opérateur d’Albert Kahn, Francis Aupiais conduit une mission photographique et cinématographique au Dahomey. Dans le film qu'il tourne dans ce pays, il inclut de longues séquences sur la célébration de l'Epiphanie et sur la procession de Jeanne d'Arc : ces foules montrent le bon accueil qu'elles font au christianisme. En mai et juin, sur le chemin du retour vers la France, il visite ses confrères en Côte d’Ivoire.
Rentré en France, le P. Aupiais sillonne le pays pour faire la promotion de son film et répondre aux questions des spectateurs. Il apprend bientôt que sa destitution de Provincial est demandée à Rome par son Supérieur général. Il s'attend à ce que Rome demande à l'entendre. Mais Rome ne l'appelle pas. Alors, il décide d'envoyer, de lui-même, sa version des faits. Il reconnaît : « La quasi-destitution qui a été prononcée contre moi a eu lieu le 5 août » [1930]. Et le P. Chabert  « s'est opposé à ce que je prisse part aux semaines de Louvain, de Wurzbourg, de Luxembourg, de Posnam, etc. » Le P. Aupiais se soumet à ces interdictions, ainsi qu'à celle de projeter son film et de faire des conférences.    
Le jour de l'inauguration de l'Exposition coloniale de 1931, le président de la République Gaston Doumergue, irrité par les critiques du missionnaire envers le système colonial français et le travail forcé, rencontre le P. Chabert (également présent à cette cérémonie) et lui demande de réduire au silence son subordonné. Le P. Chabert avait déjà pris cette mesure plusieurs mois auparavant. (En a-t-on une quelconque preuve? La seule cause de la destitution du missionnaire par son supérieur Chabert est bien le dictât de Gaston Doumergue. Le témoignage de sa cousine Marie Thérèse Aupiais, témoignage que j'ai recueilli peu de temps avant son décès en 2006, est sans appel: "Rapidement, dans les jours qui ont suivi l'inauguration de l'exposition coloniale, une délégation religieuse des missions africaines de Lyon est venue  évacuer manu-militari tous les documents de sa chambre, et en sa présence...". Le Père Aupiais en avait été particulièrement choqué et l'avait souvent évoqué auprès de sa cousine Marie-Thérèse!).  
Parce que la prochaine assemblée générale doit se tenir en juillet 1931, le supérieur général demande à la Propagande de raccourcir exceptionnellement le mandat de l'équipe provinciale (qui devait durer jusqu'en 1933), afin qu'on puisse placer les deux assemblées (générale et provinciale) à des dates proches l'une de l'autre : ainsi  les délégués qui viendront assister à ces assemblées n'auront pas à faire un voyage en 1931 et un autre en 1933. Une raison d'économie motive cette demande. 
La Propagande va accorder cette réduction de temps du mandat de l'équipe provinciale. Elle estime alors qu'il est inutile d'entreprendre la pénible et longue enquête préalable à une destitution. Le P. Aupiais ne sera jamais destitué : c'est lui qui ouvrira l'assemblée provinciale le 3 juillet 1931, et la présidera jusqu'à l'élection de son successeur, le 6 juillet.
À partir de juillet 1931, le P. Aupiais n'a plus d'emploi : il est nommé, en septembre 1931, directeur de l’École apostolique de Baudonne-en-Tarnos (Landes). Il y reste jusqu’en 1937, date à laquelle il est élu pour un nouveau mandat de Provincial.

### Un nouveau mandat de Provincial (1937-1945)
Membre de l’Académie des sciences coloniales (1939), il passe l’essentiel du conflit mondial au service de sa province SMA et parraine le Comité France-Empire, principal lobby colonial du régime de Vichy.
En 1945, il se rend au Dahomey pour participer à une brève mais épuisante campagne en vue des élections auxquelles ses amis dahoméens lui ont demandé de se présenter : il est élu député du Dahomey-Togo à la première Assemblée constituante de la Quatrième République (1945). De retour en France, épuisé par ce voyage, il meurt à Paris dans la nuit du 14 au 15 décembre 1945 d’une crise d'urémie aigüe.

## Hommages
Un établissement d'enseignement scolaire privé à vocation confessionnelle, le Collège catholique Père-Aupiais porte son nom à Cotonou.